# Bulahî, Kozelșciîna
Bulahî (în ucraineană Булахи) este un sat în comuna Pașkivka din raionul Kozelșciîna, regiunea Poltava, Ucraina.

## Demografie
Componența lingvistică a localității Bulahî
     Ucraineană (98,45%)
     Alte limbi (0,78%)
Conform recensământului din 2001, majoritatea populației localității Bulahî era vorbitoare de ucraineană (98,45%), existând în minoritate și vorbitori de alte limbi.